# Cino (Italia)
Cino (Scin in dialetto valtellinese) è un comune italiano di 342 abitanti della provincia di Sondrio in Lombardia. Si trova sul versante retico e fa parte della Costiera dei Cech.
È situato ad ovest del capoluogo.

## Geografia fisica

### Territorio
Il comune di Cino si estende fino al monte Brusada posto a oltre 2.000 metri di altezza.
L'altitudine media è di 502 m s.l.m. Il comune è attraversato da 6 torrenti: il torrente Valle Chioso, il torrente Valle Maronara, il torrente Valle dei Mulini, il torrente Valle Vinzeno, il torrente Valle Scemola e il torrente Vallate che nasce nel comune di Cino nella località Prima Baita.

## Storia
La comunità di Cino, malgrado le proprie ridotte dimensioni che da sempre l'hanno definita nella storia come un borgo più che come una vera e propria realtà comunale, divenne comune a partire dal XIV come altri paesi montani dell'area (Cercino, Mantello).
Il paese non conosce grandi evoluzioni nel corso della storia sino al XX secolo.

### Simboli
Lo stemma e il gonfalone sono stati concessi con decreto del presidente della Repubblica del 22 febbraio 1990.

## Società

### Evoluzione demografica
Abitanti censiti

### Etnie e minoranze straniere
Nel 2016 risiedono a Cino 13 cittadini stranieri, ovvero il 3,54% della popolazione totale..

## Monumenti e luoghi d'interesse

### Chiesa parrocchiale di San Giorgio
Le prime notizie relative alla Chiesa Parrocchiale di San Giorgio di Cino, sono relative al 1447 quando viene abbozzata per la prima volta la descrizione dell'edificio che probabilmente doveva essere di epoca precedente.
L'attuale costruzione visibile in centro all'abitato, risale invece ai secoli XVII e XVIII ed è il frutto delle ristrutturazioni compiute in epoca barocca dall'amministrazione cittadina.
L'area dell'edificio religioso si trova ancora oggi in posizione dominante sul paese e dall'alto del picco roccioso su cui è costruita la chiesetta, è possibile ancora oggi ammirare uno dei panorami più belli della bassa Valtellina.

## Infrastrutture e trasporti
Cino è servita da un servizio di autobus offerto da STPS Autolinee gestito dalla Provincia di Sondrio. Le corse effettuate sono per Morbegno passando per Cercino.

## Economia
Il paese è essenzialmente agricolo dalle sue origini e questo caratterizza ancora oggi un punto di forte ostacolo allo sviluppo, dal momento che l'attività tende ad essere sempre meno svolta e di conseguenza le offerte di lavoro spingono molti residenti a trasferire la propria cittadinanza in altri comuni.

## Amministrazione

### Gemellaggi
Cino non ha gemellaggi al momento.

## Curiosità
Una bella escursione panoramica per sentiero conduce dal paese all'alpeggio dei Prati dell'O.
"O" è il toponimo più breve d'Italia.